# Techelweg

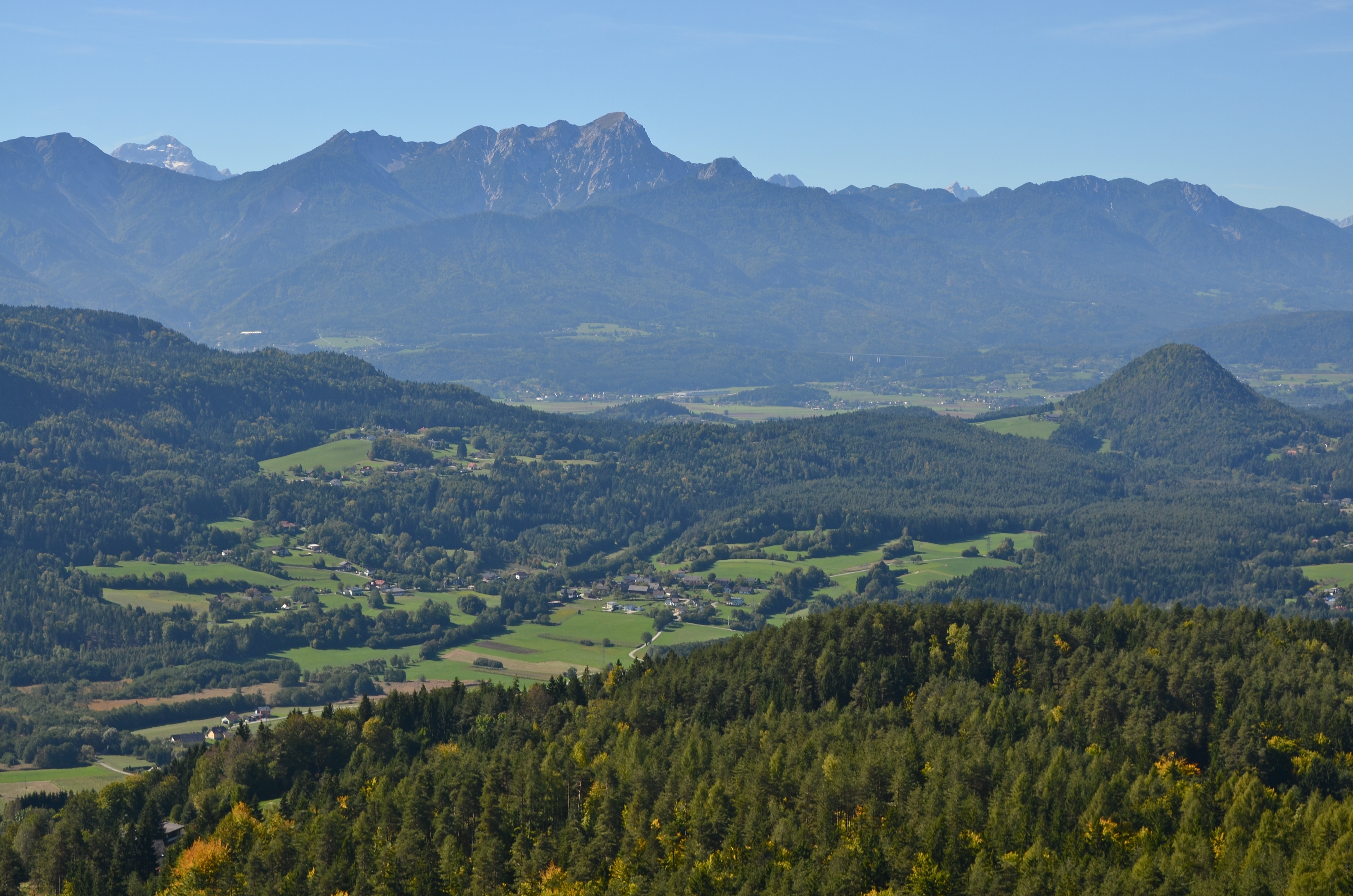
Techelweg (Mitte) auf der Sattnitz

Techelweg (slowenisch Holbiče) ist eine der drei Katastralgemeinden der Marktgemeinde Schiefling und Ortschaft mit 121 Einwohnern (Stand 2024).

## Geographie
Techelweg erstreckt sich auf der Sattnitz und 2 km südlich vom Hauptort Schiefling entfernt. Südlich grenzt Techelweg an Penken, nordöstlich an Albersdorf und östlich an Roda.

## Bevölkerungsentwicklung
Der Name Techelweg, in der slowenischen Mundart (Te-)Hólbiče, bedeutet das Dorf des Tehola und wurde erstmals 1263 als Techlewich erwähnt.
Die Bevölkerungsentwicklung von Techelweg der letzten 500 Jahre:
- 1554: 10
- 1788: 40
- 1857: 90
- 1869: 86
- 1951: 83
- 1961: 85
- 1971: 78
- 1981: 86
- 1991: 99
- 2001: 106
- 2011: 111
- 2022: 122

## FF Techelweg
Anfang 1925 wurde die Freiwillige Feuerwehr Techelweg aus der Feuerwehr von Schiefling ausgegliedert. Bei einer Versammlung, bei der alle Männer des Ortes erschienen, wurde ein Verein mit 50 Mitgliedern gegründet. Die Besitzer der Ortschaft Techelweg erklärten sich bereit, für die Unterbringung der Ausrüstung zu sorgen. Aufgrund einer Spende des Gastwirts Josef Perdacher konnte eine Feuerspritze, Schläuche sowie Spaten, Gürtel und Seile angeschafft werden. In Gemeinschaftsarbeit und mit Sachspenden wurde ein Feuerwehrhaus errichtet. Im Juni 1925 gab es eine feierliche Eröffnungsfeier, bei der die neue Spritze in Techelweg offiziell überbracht wurde.